# Schizachyrium perplexum
Schizachyrium perplexum là một loài thực vật có hoa trong họ Hòa thảo. Loài này được S.T.Blake miêu tả khoa học đầu tiên năm 1974.